# Абдукарімов Абдулхакім
Абдулхакім Абдукарімов (15 грудня 1949, кишлак Барої хосілот Курган-Тюбинського району, тепер Кушонійонського району Хатлонської області, Таджикистан) — таджицький радянський діяч, бригадир бавовницької бригади колгоспу імені М. Горького Комуністичного району Курган-Тюбинської області Таджицької РСР. Член ЦК КПРС у 1990—1991 роках.

## Життєпис
У 1967—1971 роках — колгоспник, тракторист, обліковець колгоспу імені М. Горького Курган-Тюбинського району Таджицької РСР.
З 1971 року — бригадир бавовницької бригади колгоспу імені М. Горького Курган-Тюбинського (Комуністичного) району Курган-Тюбинської області Таджицької РСР.
Член КПРС з 1972 року.
У 1986 році закінчив радгосп-технікум у Комуністичному районі Курган-Тюбинської області Таджицької РСР.
Подальша доля невідома.